# 相撲宮殿

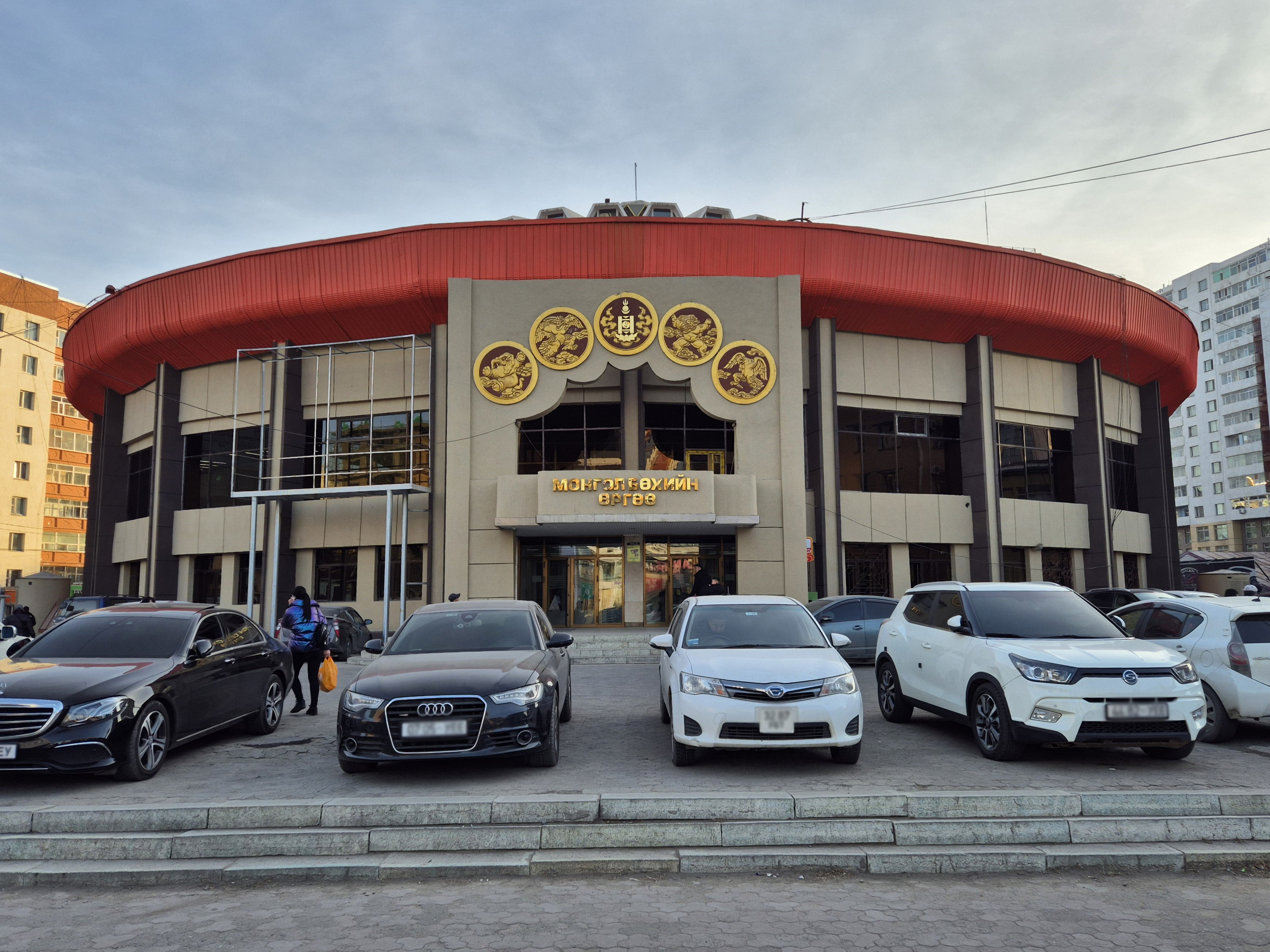
相撲宮殿

相撲宮殿（すもうきゅうでん、モンゴル語: Бөхийн Өргөө）はモンゴルのウランバートルに位置する国営屋内競技施設。ブフ（モンゴル相撲）の施設として使われており、コンサート会場として貸し出すこともある。
| スタブアイコン | サブスタブ | この項目は、まだ閲覧者の調べものの参照としては役立たない、スポーツに関連した書きかけの項目です。この項目を加筆・訂正などしてくださる協力者を求めています（P:スポーツ/PJ:スポーツ）。 |

座標: 北緯47度55分04.5秒 東経106度56分07秒 / 北緯47.917917度 東経106.93528度